# Walker Buehler
Walker Anthony Buehler (Lexington, Kentucky, Estados Unidos; 28 de julio de 1994) es un beisbolista profesional lanzador de Boston Red Sox de la Major League Baseball (MLB). Fue seleccionado por los Dodgers en el draft de 2015 de la Universidad de Vanderbilt, e hizo su debut en MLB en 2017.

## Carrera amateur
Buehler asistió a Henry Clay High School en Lexington, Kentucky. Fue reclutado por los Piratas de Pittsburgh en la 14.ª ronda del Draft de Grandes Ligas de 2012, pero no firmó y asistió a la Universidad de Vanderbilt. Como estudiante de primer año en 2013, apareció en 16 juegos haciendo nueve aperturas. Tuvo un récord de 4-3 con un promedio de carreras limpias (ERA) de 3.14 y 57 ponches. Como estudiante de segundo año, fue 12-2 con una efectividad de 2.64 y 111 ponches y fue miembro del equipo de campeonato de la Serie Mundial Universitaria 2014 del equipo, comenzando el primer juego.

## Carrera profesional

### Ligas menores
Buehler fue seleccionado por los Dodgers de Los Ángeles con la 24ª selección general del Draft de Grandes Ligas de Béisbol 2015 y se firmó el 17 de julio de 2015, con un bono de $1.78 millones. Poco después de su firma, se reveló que requeriría la cirugía de Tommy John y, por lo tanto, estaría fuera por un año y medio con la recuperación. Finalmente hizo su debut en el béisbol profesional el 23 de agosto de 2016 para los Arizona League Dodgers, ponchando a tres y retirando a los seis bateadores que enfrentó. Luego fue ascendido a los Grandes Lagos Loons de la Liga del Medio Oeste el 28 de agosto.
Apareció en dos juegos para los Loons, haciendo un inicio, y no permitió una carrera o un hit en las tres entradas que lanzó. Buehler comenzó la temporada 2017 con el Rancho Cucamonga Quakes de la Liga de California y permitido solo tres carreras en 16 1/3 entradas en cinco aperturas antes de ser promovido a los Doble-A taladradoras de Tulsa de la Liga de Texas el 2 de mayo.
Mientras estaba con los Drillers, hizo 11 aperturas con una efectividad de 3.49 y fue seleccionado para aparecer en el juego de estrellas de la Liga de Texas de media temporada. Fue promovido a los Dodgers de Oklahoma City Triple A a mediados de temporada donde hizo tres aperturas antes de hacer la transición al bullpen en preparación para un potencial llamado de septiembre en las grandes ligas. Tuvo una efectividad de 4.63 en 23 1/3 entradas para Oklahoma City. Al final de la temporada, fue seleccionado como el lanzador de ligas menores de los Dodgers del año.

### Temporada 2017
Los Dodgers lo agregaron a la lista de Grandes Ligas por primera vez el 6 de septiembre de 2017 e hizo su debut profesional esa noche con dos entradas de alivio en contra de los Colorado Rockies. Su primer ponche en la MLB fue contra Charlie Blackmon de los Rockies. Obtuvo su primera victoria en las mayores con una entrada sin permitir anotaciones contra los Filis de Filadelfia el 21 de septiembre. En general, apareció en ocho partidos con los Dodgers en 2017, permitiendo ocho carreras en 9 1/3 innings (7.71 de efectividad) con 12 ponches y ocho bases por bolas.

### Temporada 2018
Buehler hizo su primera apertura en las Grandes Ligas el 23 de abril de 2018, contra los Marlins de Miami, lanzando cinco entradas sin anotaciones. El 4 de mayo, contra los Padres de San Diego, logró un juego sin hits en seis entradas, con ocho |ponches, hasta que lo sacaron del juego después de 93 lanzamientos. Tres lanzadores de relevo se combinaron para terminar 4-0, el primer juego sin hits en la historia de la franquicia. Fue colocado en la lista de lesionados el 21 de junio debido a una lesión en las costillas. Regresó para hacer una aparición fuera del bullpen el 28 de junio, pero permitió cinco carreras ganadas en una entrada lanzada antes de regresar a la lista de lesionados.
El 13 de julio, hizo su primera apertura en más de un mes contra los Angels de Los Ángeles, donde permitió dos jonrones en solitario a Kole Calhoun, pero ninguna otra carrera ganada. Estableció un nuevo récord de carrera en ponches con nueve el 22 de agosto. Después de nueve aperturas más, ponchó a 12 el 19 de septiembre contra los Rockies de Colorado.
El 1 de octubre, Buehler comenzó el Juego Nie West Tie-Breaker contra los Rockies de Colorado. Recogió la victoria, cediendo solo un hit y permitiendo que ningún corredor avance más allá de la segunda base. También consiguió su primera carrera MLB RBI en su 47a aparición en el plato. En 24 apariciones para los Dodgers (23 aperturas y una aparición en relevo) en 2018, Buehler tuvo 8-5 con una efectividad de 2.62 y 151 ponches.
El 26 de octubre, Buehler lanzó 7 entradas sin anotaciones en el juego 3 de la Serie Mundial contra los Medias Rojas de Boston.